# HMS Reindeer (1866)
HMS Reindeer foi um chalupa de guerra da Marinha Real Britânica  da classe Camelion, a serviço de 1866 à 1873. Em 1868, reivindicou a Ilha Caroline para a coroa britânica.